# 芹澤昭示
芹澤 昭示（せりざわ あきみ、1942年 - ） は、日本の原子力工学者。京都大学名誉教授。
京都大学教授、中華人民共和国のハルビン工業大学教授、日本機械学会動力エネルギーシステム部門長、日本原子力学会長などを歴任。

## 人物・経歴
1966年京都大学工学部原子核工学科卒業。工学博士。京都大学原子エネルギー研究所助手、京都大学工学部原子核工学科助教授、京都大学工学部原子核工学科教授を経て、2000年に日本混相流学会会長へ就任。
2003年、機械学会動力エネルギーシステム第81期部門長。
2004年、日本原子力学会副会長。
2005年、日本原子力学会会長。
2006年、京都大学名誉教授、ダイキン工業環境技術研究所主席調査役。
2009年、ダイキン工業環境技術研究所嘱託。
2010年、ハルビン工業大学教授。